# Marco Aurelio Cotta (console 74 a.C.)
Marco Aurelio Cotta (in latino Marcus Aurelius Cotta; fl. 74-67 a.C.) è stato un politico e militare romano.

## Biografia
Fratello di Gaio Aurelio Cotta, console nel 75 a.C., venne eletto console per l'anno 74 a.C., con Lucio Licinio Lucullo come collega. Durante il suo mandato, scoppiò nuovamente la guerra contro Mitridate VI del Ponto: sebbene la conduzione delle operazioni fosse affidata a Quinto Metello, Cotta ricevette il governatorato sulla Bitinia e una flotta per difendere la Propontide. Quando Mitridate entrò in Bitinia, Cotta fu obbligato a ritirarsi verso Calcedonia, dove era ancorata la flotta: nella battaglia che ne seguì, non solo Cotta fu sconfitto e obbligato a rifugiarsi nella città, ma perse anche tutte le sue sessantaquattro navi. Mitridate, però, rivolse la sua attenzione altrove, e Cotta si salvò.
Tornato a Roma, accusò il proprio questore Publio Oppio di collusione col nemico e nel processo che ne seguì Oppio venne difeso da Marco Tullio Cicerone. In seguito, nel 67 a.C., venne accusato da Gaio Papirio Carbone di aver estorto denaro durante la sua amministrazione della Bitinia e venne condannato.